# 坂の上の雲

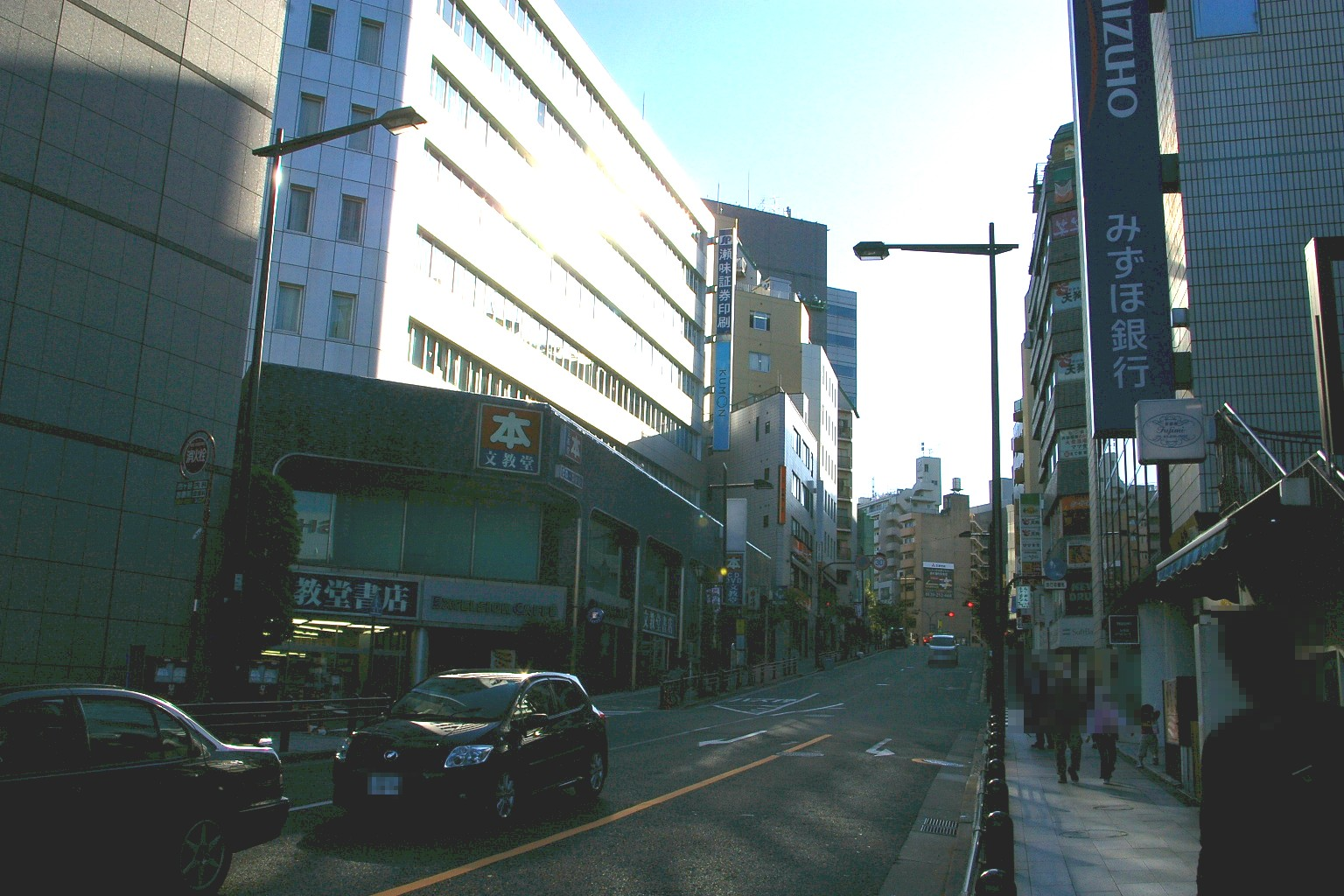
秋山好古・真之兄弟が明治13年から15年まで下宿していた旧旗本佐久間正節屋敷の存在した場所。麹町区土手三番町（現：千代田区五番町）

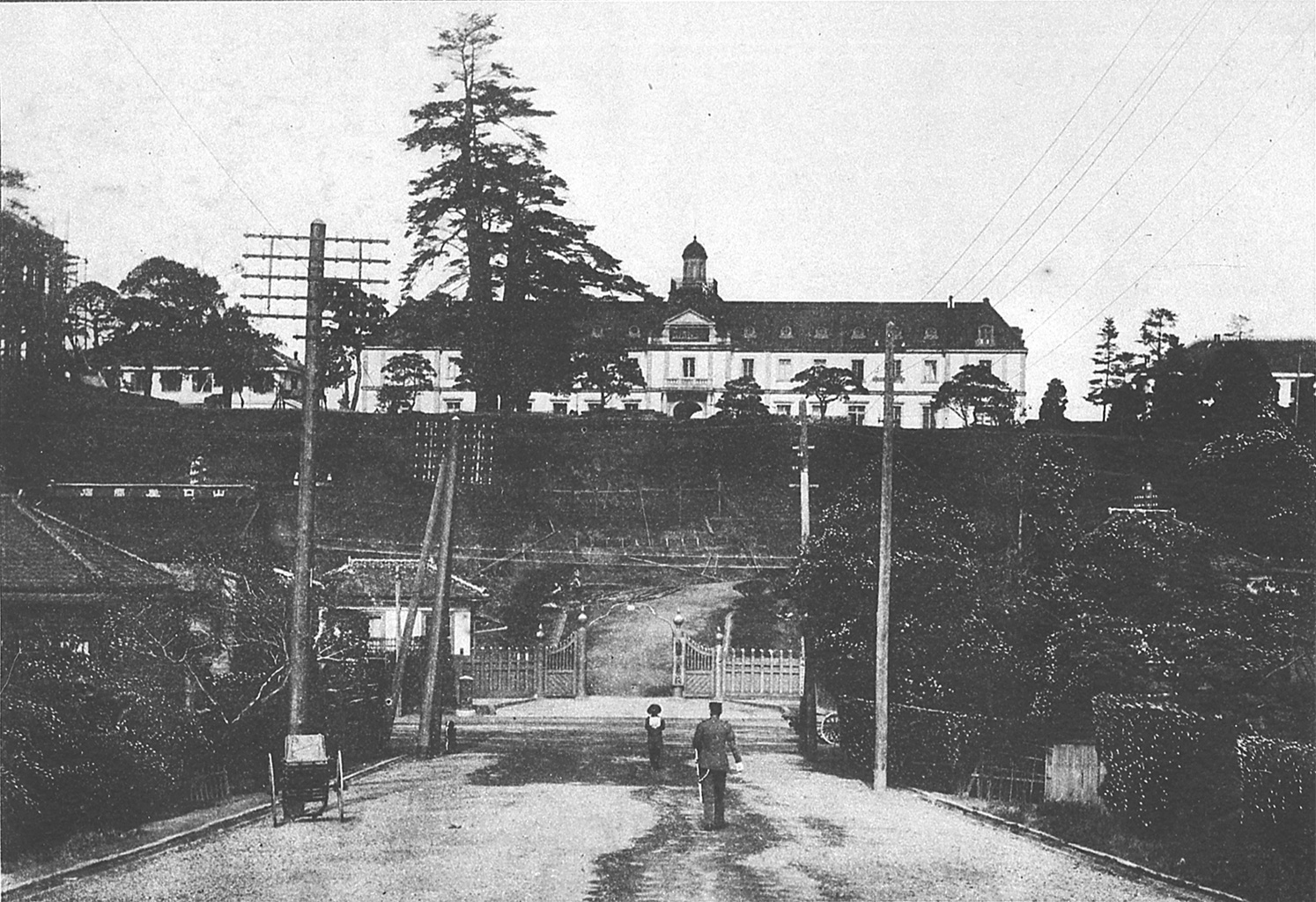
東京陸軍士官学校
（明治40年）

『坂の上の雲』（さかのうえのくも）は、司馬遼太郎の歴史小説。明治維新を成功させて近代国家として歩み出し、日露戦争勝利に至るまでの勃興期の明治日本を描く。
『産経新聞』夕刊に、1968年（昭和43年）4月22日から1972年（昭和47年）8月4日まで1296回にわたり連載された。

## 概要
司馬の代表作の一つとして広く知られ、長編作品としては初めての近代物である。明治維新を経て新国家に生まれ変わった日本が、欧米列強にさかんに学びながら近代国家としての体制を整えてゆき、日清戦争など幾多の困難を乗り越えて、ついには日露戦争においてロシア帝国を破るまでを扱う。旧伊予国（愛媛県）松山出身で、日本陸軍における騎兵部隊の創設者である秋山好古、その実弟で海軍における海戦戦術の創案者である秋山真之、真之の親友で明治の文学史に大きな足跡を残した俳人正岡子規の3人を主人公に、彼らの人生を辿りながら物語が進行する。
司馬は本作において、明治維新から日露戦争までの三十余年を「これほど楽天的な時代はない」と評している。近代化によって日本史上初めて国民国家が成立し、「庶民が国家というものにはじめて参加しえた集団的感動の時代」の中、秋山兄弟や子規に代表される若者達は新興国家の成長期に青春時代を送り、「個人の栄達が国家の利益と合致する昂揚の時代」に自らが国家を担う気概を持ち、その意識を疑うこともなく政治・軍事・学問など各々の専門分野において邁進したと述べている。タイトルの『坂の上の雲』とは坂の上の天に輝く一朶の雲を目指して一心に歩むが如き当時の時代的昂揚感を表したもので、日露戦争とは官から民の端々までがそういった「国家が至上の正義でありロマンティシズムの源泉であった時代」の情熱の下に一体となって遂行された国民戦争であり、「国家の重さに対する無邪気な随従心をもった時代におこなわれ、その随従心の上にのみ成立した」としている。また、本作の舞台となる日清・日露戦争期は戦争が多分に愛国的感情の発露として考えられており、帝国主義が悪であるという国際常識が無く、そうした価値観が後世とはまったく異なっていたことに留意するよう繰り返し著している。
司馬は、極東での領土的野心を際限もなく膨張させ、日清戦争で日本が清から割譲した遼東半島を強引に手放させた後に我が物とし、義和団事件後に満州を占領し、ついには朝鮮半島にまで手を伸ばそうとした当時のロシアの行動を「弁護すべきところがまったくない」と断罪し、日露戦争開戦に踏み切った日本の立場を「追いつめられた者が、生きる力のぎりぎりのものをふりしぼろうとした防衛戦であったこともまぎれもない」と擁護している。弱小国の日本が陸海軍力ともに世界最高水準を誇った大国ロシアに勝利できた理由については、既述の通り一国が国民国家として固く結束しこの戦いに国の存亡がかかっていると強い切迫感を抱いていたこと、経済を限界まで切り詰めてほとんど飲まず食わずといった様相で艦隊を整えて海軍力において奇蹟的な飛躍を成し遂げたこと（ただし陸軍については近代戦についての認識が甘く、砲弾の準備など必要な備えを怠ったことを批判している）、指導層が後の太平洋戦争期と異なりいたずらに精神主義に陥らず合理主義に徹して戦争を遂行したことなどを挙げている。ロシア側の敗因については、大国であることの傲りや有色人種を劣等とする人種的優越感から来る油断、強烈な皇帝専制の下（ツァーリズム）で健全な批判機関を持たなかったこと、官僚主義の体制の中で行政機構の老朽化が頂点に達していたこと、帝政に対する不満が頂点に達し革命気分がみなぎっていたことを上げ、ロシアは「負けるべくして負けた」と述べている。
また、司馬は当時の日本の政治体制は内閣が天皇の輔弼として担当するもので、天皇自体の存在はあくまで形而上的世界の存在でロシア皇帝のように政治に介入する権限は持たなかったとし、軍閥が天皇の統帥権を盾に借りて立憲体制を空洞化して国政を壟断するような第二次大戦期の天皇像は明治には窺えず、昭和期になってから形成されたものと解釈している他にも、山県有朋が改革を怠ったことで、陸軍が日露戦争での本格的な近代戦に十分対応できない結果を招き、多大な損害を被る不幸の遠因となったことや、寺内正毅の愚にもつかぬ形式主義が、その後の帝国陸軍に遺伝相続され、下士官に至るまでこの種の形式を振り回して自らの権威を打ち立てる悪癖が広まったことなどを批判している。さらに、明石元二郎が行った対露攪乱工作が鮮やかなまでの成功をあげたのは、明石の能力というよりも帝政ロシア民衆の間にすでに革命気分がみなぎっており、そうした時代の潮に上手く乗ることができたことが大きいと評している。
単行本6巻の「あとがき」では、司馬がヤコブ・メッケルの大甥と邂逅した際の話が出てくる。
2007年（平成19年）春には、3人の主人公達の故郷である愛媛県松山市に『坂の上の雲ミュージアム』が開館した。

## あらすじ
まことに小さな国が、開化期をむかえようとしている。
明治維新を成功させ、近代国家として生まれ変わった極東の小国・日本。時に世界は帝国主義の嵐が吹き荒れ、極東の端に位置するこの国も西洋列強の脅威から無縁ではなかったが、しかし逆境の中にありながらこの誕生したばかりの小国には亡国の悲愴さを吹き払う壮気があった。近代化を遂げて史上初めて「国民国家」となったこの国は、民族が一体となるその昂揚感の下で国民の端々までもが列強に伍する強国への飛躍を夢見て邁進していた。殊に維新の成立と同時期に生を受け、新興国家の青春時代に自らの青春を重ねる若者達は、一人一人が国家の興亡を担わんという客気を胸に成長した。旧伊予国松山出身の三人の若者も、同様の気概を抱いて世に出ようとしていた。陸軍に入り、騎兵部隊の創設に生涯をかけることを誓った秋山好古。好古の弟で海軍に入り、海戦戦術の開拓に人生を捧げる決意をした秋山真之。そして真之の親友で文芸の道に入り、俳句・短歌といった伝統文芸の近代化を目指さんとする正岡子規。彼らもまた多くの若者達と同様の志を持ち、さながら坂の上の青い天に輝く一朶の白い雲を目指すが如く、昂揚の時代の中でその一歩を踏み出そうとしていた。
阿片戦争以来列強に国土を蚕食されながらも、清帝国は依然として極東最大の大国として存在し、日本にとって西洋列強と並ぶ脅威であった。日清両国は天津条約以来朝鮮半島に対する相互不可侵を約していたが、清は東学党ノ乱によって混乱する李王朝の救援依頼を口実として半島での駐兵を目論んだ。半島が清の支配下に置かれれば日本は玄界灘を隔てたのみでその脅威に向き合わなければならず、危機感を抱いた日本政府は派兵を決断し、これによって日清戦争の火蓋が切られる。秋山兄弟もそれぞれ陸海軍に加わって出征し、初めて戦場に臨むこととなる。「眠れる獅子」として列強も密かに恐れた清であったが、戦端を開けば存外な弱さを露呈した。清海軍は世界最大級の戦艦を所有していたものの、対する日本海軍は小ぶりながらも快速艦を揃え、さらに兵の練度の高さを活かして見事な艦隊運動で清艦隊を翻弄した（豊島沖海戦、黄海海戦 (日清戦争)）。陸軍も健闘し、緒戦で朝鮮半島から清軍を追い払い（平壌の戦い (日清戦争)）、ついで遼東半島に上陸して極東随一の近代要塞である旅順要塞をわずか一日で陥落させた（旅順口の戦い）。快勝に継ぐ快勝は日本人の民族意識をいよいよ昂揚させた。勝報に沸き返る世情の中で子規も無邪気な興奮を感じるが、従軍記者として赴いた戦地で持病の結核を悪化させてしまい、たびたび喀血を繰り返すようになる。自らの余命が短いことを悟った子規は、短詩型文学の革新に残された時間を注ぐことを決意する。
清との戦いは勝利に終わったものの、次第に北方の大国ロシアが日本に対しての圧迫を強め始めた。建国以来極端なまでの膨張政策を取るロシアは累年極東への野心を持ち、シベリアを制覇した後は不凍港を求めて南下政策をとるようになり、江戸後期には日本の近海をも脅かして瓦解前の幕府をたびたび戦慄させた。日清戦争後は日本を極東制覇の障害と敵視するようになり、日本が割譲した遼東半島を強引に奪い、さらに義和団の乱にかこつけて満州をも我が物とした。いずれはロシアとの衝突は避けられないと見た日本は、密かに対露戦争の準備を始める。好古はロシアの強大なコサック騎兵の研究にとりかかり、真之も新たな海戦戦術の創始に身を入れるようになる。一方、子規は病に苦しみながらも俳句・短歌の剛胆な改革を成し遂げ、文学史に大きな足跡を残して世を去った。
やがてロシアは朝鮮半島にまでその触肢を伸ばすようになり、日露間の緊張はいよいよ抜き差しならぬ段階に入った。ロシアの極東での膨張を懸念するイギリスと日英同盟を締結させた日本は、いよいよロシアと兵火を交える覚悟を固める。陸海ともに世界最強水準の軍隊を持つ大国に対し、富も資源もない小国の国力は比較にならないほど羸弱なものであったが、日本は日清戦争以後に経済を限界まで切り詰めて軍備を整え、殊に海軍戦力は最先端の艦隊を揃えるまでに至った。辛うじて大国と拮抗しうる力を持つようになった今この時を逃しては再び差をつけられかねず、日本政府はついにロシアとの開戦を決断する。好古は自らが育成した騎兵部隊の統率を任され、真之は連合艦隊参謀として海上作戦の立案を委ねられる。
宣戦布告とともに海軍は電撃的に攻撃を開始し、制海権の確保に成功する（仁川沖海戦）。ついで連合艦隊はロシアの極東制覇の要である旅順艦隊の撃滅に向かった（旅順口攻撃）。ロシアには本国にバルチック艦隊という別艦隊が存在し、これが極東へ襲来して旅順艦隊と合流されれば日本側に到底勝ち目はない。可及的速やかにこの旅順港に駐留する艦隊を壊滅させる必要があったが、しかし敵は港に籠城さながらに閉じこもり手を出すことができない。一方、陸軍は軍を二つに分け、第一軍を朝鮮から北上させ、第二軍を遼東半島から同様に北上させ、両軍が共同して満州中部の奉天に駐屯するロシア陸軍の主力を打ち破るという作戦を立てていた。好古は騎兵第一旅団を率いて第二軍に参加し、遼東半島に上陸する。日清戦争時とは比較にならない敵の火力に当惑させられたものの、第一軍は鴨緑江を踏破して満州に進み（鴨緑江会戦）、第二軍は遼東半島の付け根の南山を占領した（南山の戦い、得利寺の戦い）。
どうにか満州進攻の足がかりを築いた日本軍であったが、戦況は想定通りに進まなかった。日本には長期戦に耐えうるだけの国家的体力はなく、適切な時期に講和を結び戦争を終結させねばならない。大本営は陸軍の現地司令部として満州軍を発足させ、同時に当初は攻略を予定していなかった旅順要塞に対する認識の見直しも行われた。依然として港外に出ない旅順艦隊に苦慮した海軍の要請により、陸軍は要塞攻略のための第三軍を編成して攻囲戦を開始する（旅順攻囲戦）。ところが、ほどなくウラジオストックへの移動を命ぜられた旅順艦隊が突如として出港し、黄海を舞台に海戦が始まった（黄海海戦 (日露戦争)）。連合艦隊は一旦は旅順艦隊を逃がすも補足に成功し、敵旗艦の艦橋を砲弾が直撃するという僥倖にも助けられ、敵艦の多くを無力化させた。さらにそれに付随する形で行われた蔚山沖の戦闘ではウラジオストック艦隊をも壊滅させ、大陸への補給を脅かしていた脅威を断ち切ることに成功する（蔚山沖海戦）。一方、陸軍は満州への北進を始め、第二軍と新たに作られた第四軍を進軍させるが、日本側を一挙に葬る機会を窺っていたロシアは南満州の一大拠点である遼陽に戦力を集中させ、北上してきた陸軍を迎え討った（遼陽会戦）。好古は自らの騎兵旅団に歩兵・砲兵・工兵を加えた秋山支隊を編成し、第二軍の遊撃部隊として奮戦する。騎兵部隊の特性をその機動力にあると考える好古はこの混成部隊を巧みに用い、ロシア軍を翻弄した。日本側は緒戦に敵の主陣地を見誤るというミスを犯したものの次第に持ち直し、やがて朝鮮から進軍してきた第一軍の横撃も功を奏して、ロシア軍は遼陽を放棄することとなる。
遼陽で辛くも勝利を収めた陸軍であったが、旅順要塞は依然として健在であった。その膝下の港には旅順艦隊の残存艦もいまだ存在し、海軍にとって変わらぬ痛点となっていた。しかし要塞攻略を任せられた第三軍は単純な正面突撃を繰り返し、要塞の周囲には日本兵の遺骸が累々と重なり屍山血河の惨況を呈した。内地から本土防衛用の二十八サンチ榴弾砲も移設させたものの依然として要塞は陥ちず、真之の発案により海軍は旅順港を一望できる二〇三高地を占領して砲撃を加えることを進言するが、第三軍は自らの戦法に固執して聞き入れようとしない。第三軍の拙劣な攻撃は深刻な兵力不足と砲弾の欠乏を招き、北進軍は遼陽を占領しながら停滞せざるを得なくなるが、やがてその窮乏を察したロシア軍が遼陽へ攻め入る気配を見せた。司令部は積極攻勢に出ることを決断し、遼陽から北に望む沙河において会戦を挑んだ（沙河会戦）。一部隊の崩れが全軍の崩れを招きかねない日本側は、兵の練度の高さを活かして長大な横陣を維持しながら進軍し、寡勢をもって大軍を包囲するという奇手に出る。さらに好古の上申により騎兵部隊に持たせた機関銃がその機動性を生かして戦地を縦横に駆け回り、戦いは日本の勝利に終わる。が、旅順の第三軍は相変わらず無能な突撃を繰り返すばかりで、依然として要塞は陥ちる気配がない。バルチック艦隊はすでに大西洋を回航して極東に向かいつつあり、旅順での蹉跌が日本軍全体の破滅に繋がりかねないと危惧した司令部は超法規的措置で第三軍から指揮権を取り上げ、直接指揮を執って二〇三高地を占領した。観測所の設置によって照準を誘導された二十八サンチ砲は高地越しに港内に砲撃を加え、旅順艦隊はことごとく撃沈・無力化され、海軍最大の懸念は消滅した。
その後要塞は一月程の抵抗の後に降伏し、長きに渡った旅順攻囲戦はようやく終結した。季節はすでに冬を迎え、満州の地には厳寒が訪れていた。冬営の間の攻撃はないと気を緩めていた陸軍であったが、しかしロシアは日本側の後方襲撃を試み、これをきっかけとしてロシア側の大攻勢を招くこととなる（黒溝台会戦）。多大な損害を被りながらもどうにか撃退に成功した陸軍は、ロシア軍に痛撃を与えたことを機に一大決戦を挑む覚悟を固める。すでに戦時財政は底が見え始め、このあたりで大戦果を上げて講和を成立させる必要があった。旅順戦を終えた第三軍と合流を果たした陸軍は奉天に乗り込み、未曾有の大会戦の火蓋が切られた（奉天会戦）。積極攻勢に出て機先を制した陸軍は、緒戦を優位に進める。陸軍は当初、東西に敵の注意を引きつけた後に防御の薄くなった中央を突破するという作戦を立てたが上手くいかず、会戦半ばより伸びきった陣形を利用して奉天の包囲を試みる。西部戦線に展開する第三軍は奉天の後背に回り込むべく大きく旋回運動をとり、第三軍に転属した好古もその先駆けとしてこの戦役最大の騎兵部隊を率いて進撃する。旅順戦での戦闘を高く評価していたロシア軍は第三軍の攻撃に過剰に反応し、主力を第三軍に集中させた。第三軍は激烈な攻勢に晒され危うく壊滅寸前に陥るが、ところが圧迫から開放された他の軍が一気呵成にロシア軍に猛攻をかけ、これをきっかけとして戦況は激変する。敵側の指揮の不味さもあって日本側は奉天に雪崩込み、その後も追撃の手を緩めずロシア軍を北方に追い払った。主力は逃したものの日本がロシアの満州支配の拠点を奪ったというニュースは世界中を駆け巡り、ロシア本国にも衝撃を与えた。極東の小国相手に連戦連敗を続ける軍の失態はすでにロシアを動揺させていたが、奉天の放棄は帝政への不満を一挙に噴出させ、各地でデモや暴動が頻発した。日本政府はこれを好機として講和交渉を試みるものの、しかしまだ虎の子のバルチック艦隊を持つロシアは峻拒し、交渉は頓挫する。戦争を終結させるには、万里の波涛を越えて極東に向かいつつある大艦隊を撃滅せねばならない。
十か月余りの航海を経て、いよいよバルチック艦隊が極東に到達した。海軍に課せられた使命は敵艦隊の壊滅であり、わずかにでも撃ち漏らしてウラジオストックに逃げ込まれれば在満軍への補給が脅かされることとなり、およそ四十隻にも及ぶ大艦隊の全てを沈めるという至難の作戦目標を達成せねばならない。「敵艦隊見ゆ」の報と共に連合艦隊は出動し、真之も研究を重ねた艦隊戦術を携え、国家の存亡を賭けた大海戦に臨んだ。連合艦隊が対馬沖を遊弋する中、やがて立ち籠める濃霧の向こうにバルチック艦隊がその威容を現し、両艦隊は激突する（日本海海戦）。濛気と噴煙に空も海も晦冥する中、連合艦隊は日本艦の足の速さを活かした快速運動による連続打撃を試み、ロシア側を圧倒する。万巻の軍書を読破して練り上げた真之の新戦術はその精緻さで海戦の常識を一変させるものであり、士卒の端々に至るまでの健闘も功を奏して緒戦で大勢は決した。敵艦隊は四分五裂し、その後の掃討戦も見事に完遂させた連合艦隊は、敵艦のほぼすべてを撃沈・無力化することに成功し、世界の海戦史上かつてなかった完全勝利を成し遂げた。
バルチック艦隊の壊滅は、世界を驚かせた。帝政ロシアが誇った巨艦群が、東の果て、対馬沖で灰と消えたのだ。ロシアの士気は尽き、ついにアメリカの調停により講和の席が設けられる。幾度もの激戦の末、日露戦争は日本の勝利によって終わりを告げた。
終戦から間もなく、真之は東京・谷中の妙永寺にある正岡子規の墓を訪れた。かつて松山で文学と友情を分かち合った幼なじみ。わずか三年前に病に斃れた友に、真之はようやく戦の報告を果たす。帰路、子規が晩年を過ごした根岸の旧宅を通りかかる。家の中には、子規の母と妹がまだ暮らしている気配があった。だが真之は声をかけず、門前に立ち、ただ静かに頭を垂れて立ち去る。時は流れ、言葉は失われても、心に宿る友情は決して消えなかった。その後、病に倒れた真之は、大正九年、静かにその生涯を終える。知略で祖国を導いた智将の最期であった。一方、兄・好古は軍を退いた後、松山の中学校校長として教育の道を歩む。弟より長く生きたものの、その人生もまた静かに幕を下ろす。
白人の大国に対する有色人種の小国の勝利は世界史に一新紀元を劃し、白人支配の時代に終止符を打つこととなる。しかしその一方で、華々しいまでの大勝はその後の日本人に驕慢と狭量を与えた。殊に軍部はその毒素に根深く蝕まれ、次第に愚昧な精神主義に堕してゆき、四十年後の太平洋戦争で無残な破滅を迎えることとなる。日露戦争の戦勝は黒船来航以来日本を突き動かしてきたエネルギーの到達点であったが、あるいはあの日本海の海戦を頂点として、開国以来この国を支え続けてきた何事かが終焉を迎えたのかもしれない。好古に騎兵隊を作らせ、真之に海戦戦術を創始させ、子規に文芸改革をさせた時代、そして日本人全体を突き動かして白人の大国に対して奇跡の勝利を成させしめた昂揚の時代は、あの海戦を最後に幕を下ろしたのであろうか。
極東の小国が「坂の上の雲」を目指して歩み続けた時代は、日本海の砲煙の消失とともに終わりを告げたのかもしれない。

## 主な登場人物
※肩書は日露戦争時のもの。

### 主人公
秋山好古
陸軍第一騎兵旅団長。幼名は「信三郎」。幕末に佐幕藩であった伊予国松山藩の士族の家に生まれる。貧しさから学費のかからない師範学校に入学し教員としての道に入って安くない給料を得る身となるが、「無料で勉強ができる」ことに惹かれてほどなく創立間もない陸軍士官学校の騎兵科に移り、軍人の道に足を踏み入れる。陸軍大学の在学中に騎兵研究を命ぜられてフランスに留学し、帰国後は騎兵部隊の創設を任され、己の生涯をかけて日本騎兵を世界水準に押し上げることを決意する。
日露戦争では自ら育成した騎兵第一旅団を率いて出征した。騎兵の特性をその機動力と考え、戦略的高地から鋭く戦機を捉えて投入し、敵を奇襲壊滅させることを騎兵運用の主眼に置く。さらに騎兵に歩兵・砲兵・工兵を加えた複合部隊を編成し、体格面で劣る日本騎兵の弱点を陣地前進主義で補い、最強の名を恣にするロシアのコサック騎兵を見事に討ち破ることに成功し、「日本騎兵の父」と讃えられた。
寡黙でひどく無愛想な性格だが、豪放磊落なその行動の端々に奇妙な愛嬌があり、人を惹きつける不思議な魅力を持っている。己の定める美学で自らを律することを男子の欣快と心得、剛直ながらいささか滑稽にも見えるその独特の信条に従って生きている。度を越すほどの酒好きだが、当人は体質的に酒がなければやっていけないと考えており、薬を飲むつもりで酒を呑んでいる。戦場での部隊の指揮中にすら平気で酒を呑むが、これは指揮官としての余裕を見せて兵達の士気を萎縮させないための一種の演出も兼ねている。生涯参謀や軍政の道に進まず部隊指揮者で終始し、戦場においても何事にも動じずたとえ弾丸が鼻先をかすめても杯をあおりつづけるその豪胆さは、「最後の古武士」と形容された。
引退後は教育者になりたかった夢が叶い故郷松山の中学校の校長を務め、昭和期まで長命した。最期の言葉は「奉天へ＿＿＿。」。
秋山真之
海軍連合艦隊参謀。好古の十歳年下の弟で、幼名は「淳五郎」。少年時代は文学の道を志し、帝大入学を目指して上京した親友・正岡子規の後を追い、共立学校から大学予備門に入る。しかし、長期の沈考に耐えうる思考力とそれとは相反する直感力に作戦家として稀有な資質があることを見出した好古に薦められ、海軍兵学校に入学して海軍に入隊する。日清戦争には任官間もない身ながら出征し、その後アメリカに留学して海戦研究の権威であるマハンの教示を受け、英国駐在武官を経て海軍大学に新たに設けられた戦術科の初代教官となって教鞭を執った。
日露戦争では連合艦隊の参謀として海上作戦を一任され、日本海軍の勝利に多大な貢献をして「戦略戦術の天才」と評された。雑多な事象から不要なものを切り捨てて要点のみを取り出し、抽出された物事の原理から戦略・戦術を組み立てることを作戦家としての信条としている。学生時代は過去問や教授の性格から試験問題を的確に予想する異能を持ち、この特技を活かして過去の戦例や敵将の癖などを入念に研究し、敵方の作戦を鮮やかに予測して的中させた。驚異的な量を読みこなす読書家で、日本海海戦では陸戦の戦史まで熟読して研究を重ね、多分に単純な叩き合いであったそれまでの海戦に無かった精緻な戦術を展開し、バルチック艦隊を壊滅させるという至難の作戦目標を見事に成し遂げた。
かつては文学青年であっただけに高い詞藻を持つ。日露戦争時に連合艦隊から大本営に送る報告の起草を引き受け、これらの報告文は常に美文揃いで評判となった。殊に日本海海戦時の出撃の際の「本日天気晴朗ナレドモ浪高シ」の一文は、極めて短い文の中に多くの情報を盛り込みながら調べも整った美文で、海軍で長きに渡って名文と讃えられた。少年時代は利かん気の腕白坊主であったが、長じて後も闘争心の強い性格が尾を引き、常に体の端々から電流が迸っているような他者を圧する一種異様な気魄がある。しかし兄である好古には頭が上がらず、好古の前では借りてきた猫のようにおとなしくなる。
一方で戦場における死から受ける感受性は人一倍強く、戦後は自分の作戦で死んだ人々を弔うために坊主になるなどとさかんに口にし、何度も軍人を辞めると言っては慰留されることを繰り返して周囲を困らせた。
戦争後真之は子規の墓を訪ねてそこで正岡家の人々を見るが挨拶もなく立ち去った。その後第一次世界大戦後に没する。
正岡子規
明治文学を代表する俳人。真之の幼馴染。本名は「常規」で、幼名は「升」（のぼる）。天下国家を担わんとの客気を抱き地元中学を中退して上京するものの、帝大に入って後に文学にのめり込む。大学中退後に陸羯南の主催する新聞『日本』で文芸を担当して文筆の道に入り、やがて雑誌『ホトトギス』を創刊して俳句や短歌に近代文学の光を当てて剛胆な改革を施し、伝統文学の再興を目指すようになる。
高等中学（大学予備門）以来肺結核を病んで喀血を繰り返したことから、血に啼くような声に特徴のある「子規」（ホトトギス）を自らの筆名とした。その後病は一進一退を繰り返すが、日清戦争の取材で様態を決定的に悪化させて後は療養生活に入る。古今の句を丹念に研究した末に「文学上の空想は無用」という結論に達し、空想よりも実景の描写に主眼を置いた「写生」を至上の価値に掲げた。
人一倍寂しがり屋で人恋しい性格から、病を得た後も賑々しく人を集めて句会を開くことを好んだ。文学仲間の夏目漱石に「なんでも大将にならなければすまぬ男」と評されたように常に一座の頭領になりたがったが、一種の可愛げがあることから皆も嫌とは言わずに自然とその座に座らせる魅力がある。竹馬の友である真之とは、一時は共に文学の道を極めることを誓い合った仲。好奇心が強いため病を得た後も病躯を押して外出したがり、仕事や留学などで様々な国に赴任する真之をしきりに羨ましがった。
結核性脊髄炎の激痛に苦しみながらも、近代文学における短詩型文学の確立・共通文章語の開拓などの様々な改革を成し遂げ、弟子の高浜虚子と河東碧梧桐に跡を託して若くして世を去った。

### 軍・政府・皇室関係
児玉源太郎
陸軍参謀次長→満州軍総参謀長。長州支藩の出身で戊辰戦争にも少年兵として参加し、維新後陸軍に入隊する。正規の軍事教練をほとんど受けておらず士官学校も出てないが、その軍才は資性のものであり殊に作戦能力を高く評価されて栄達した。また、大山巌が第二次伊藤博文内閣の陸相になってから約三年半の間次官として活躍し、お互いの信頼関係も深かった。やがて軍人でありながらその警抜な才覚を買われて政治畑でも活躍し、内相・文相・台湾総督を歴任した。日露開戦直前、対露戦の作戦を立案できるのは自分しかいないという自負心から、自ら職階を下って参謀本部次長に就いた。
開戦当初は東京の参謀本部から指示を出していたが、やがて現地司令部の必要性を痛感したことから大山と共に満州へ移り、現地軍の総参謀長として直接作戦指導をすることとなる。国力の貧弱さから来る慢性的な兵員不足と砲弾不足に悩まされながらも陸軍の作戦を一手に請け負い、日本軍の勝利に大いに貢献した。作戦家としては不世出の天才軍人。日露戦争終結の翌年に急死する。
東郷平八郎
連合艦隊司令長官。薩摩藩士として戊辰戦争の海戦に参加したことを振り出しに軍人の道に入り、維新後は英国留学を経た後に海軍に入隊した。明治の海戦のほとんどに参加経験のある歴戦の将で、常に冷静沈着で何事にも動じぬ胆力ととびきり運の良さを海相の山本に買われ、日露戦争における連合艦隊の総責任者に任命された。
若い頃はおしゃべりであったが、それを先輩である維新の元勲・西郷隆盛や大久保利通に指摘された事や二人の相次ぐ不慮の死、そして英国留学での様々な体験を経て次第に口数が少なくなり、海軍の中枢を担う頃には寡黙で不必要なことを一切口にせず、無用な感情を顔に出さない人物となった。黄海海戦直前に戦艦二隻を始めとする艦隊の三分の一を事故で失った際にも憔悴や悲嘆を寸毫も表さず、将兵のみならず諸外国の観戦武官達をも驚嘆させた。真之はそうした東郷の大度量を「大将になるために生まれてきた人物」と評し、己の作戦能力を存分に発揮できる理想の上官として全幅の信頼を寄せた。日本海海戦では大胆でありながら冷徹な計算に裏打ちされた敵前回頭（東郷ターン）によってバルチック艦隊の頭を押さえ続けて敵艦隊に壊滅的打撃を与え、連合艦隊を海戦史上に類のない完全勝利へと導いた。
山本権兵衛
海相。旧薩摩藩士として戊辰戦争に陸兵として参戦したものの維新後は海軍に入り、ドイツ留学・艦隊勤務を経て海相の官房主事となり、軍政に携わることとなる。政務に関わるようになってからは軍艦に乗ることはなくなり、日清戦争の開戦前より上役の西郷従道とともに海軍の人員整理に大鉈を振るって、維新の功のみで重職に居座る無能な軍人達を大量に馘首し、轟々たる非難の声も黙殺して人事刷新を断行した。
日露開戦の気配が濃厚になる中で海相に就任し、対露戦へ向けて綿密な骨格を描いた海軍改革に着手した。殊にロシア艦隊に比肩し得る強力な艦隊の建造計画を果断に押し進め、貧弱な艦隊しか持たなかった日本海軍に最新鋭の軍艦を揃えることに成功し、世界の五大強国に連なる強軍に育て上げた。
広瀬武夫
海軍少佐。旧豊後国出身の秀才で、真之とは海軍兵学校時代から親しく一時は共同生活をしながら戦術研究をしたこともある。文武両刀の才人である上にその真摯で誠実な人柄は部下に強く慕われ、やがて公使館の駐在武官として赴任したロシアでも多くの交友関係を作った。そのため、ロシアと戦争になることは心情的にも憂えていた。
日露戦争には戦艦朝日の水雷長として出征した。旅順港に閉じ籠もる旅順艦隊の動きを封じるべく、老船を沈めて旅順港を物理的に塞ぐという決死の作戦に志願する（旅順港閉塞作戦）。立案者の有馬良橘中佐とともに部隊の指揮を執るが、第二回作戦の際に行方不明になった部下の捜索をする最中、不意な敵弾を受けて戦死する。
明石元二郎
陸軍大佐。日露開戦までロシア公使館付武官を務めていたが、語学に堪能で欧州事情に明るいことを見込まれ、ロシア国内外の反体制分子を扇動する内部攪乱工作を一任される。後にロシア革命を主導するレーニンを始めとする帝政打倒を図る革命分子と接触し、彼らの強い信頼を得ることに成功する。フィンランドやポーランドといった属邦のみならずロシア国内にも貧困層を中心に皇帝専制への不満が渦巻いていたこともあり、潤沢な資金をばらまく明石の工作は功を奏してロシア国内でデモや暴動が頻発し、ロシア宮廷は日本との戦い以上にこうした獅子身中の反乱分子に大いに悩まされることとなる。
大山巌
陸軍参謀総長→満州軍総司令官。旧薩摩藩出身で西郷隆盛の従兄弟に当たり、幕末には西郷の下で志士活動に奔走した。若い頃は才気煥発な人物で、維新後は陸軍に入る。その過程で「上に立つ者は相手が自主的に動くようにするべき」と思い至り、以後は実務は部下に任せて責任は自分がとるという西郷に似た徳望で兵達を心服させるようになる。この流儀にて士族反乱鎮圧や日清戦争でも部隊を統率して活躍した。
日露戦争開戦当初は東京の参謀本部にいたが、遼東半島に足がかりを築いた後に児玉源太郎の意見で満州へ赴き、現地軍の総司令官となる。些細な戦果に動じず泰然と構えて兵卒の動揺を防ぐことを統帥と心得て、戦闘の遂行は参謀である児玉の能力を全面的に信頼して一任し、自身はガマガエルに似た愛嬌のある風貌でユーモアを弄し、士卒の心を安んじることに努めた。頭から手足の先まで茫洋とした雰囲気を漂わせ一見鈍重に見えるものの、いざ決断を迫られれば誰もが口を挟めぬほど公正で的確な裁可を下し、戦役を通じて名将帥として畏敬された。
乃木希典
陸軍第三軍司令官。長州藩士の出身で陸軍に入り、山県の秘書役を務めたのを降り出しに、長州閥の恩恵を受けて栄達した。容貌・人格ともに聖者のような風韻があり将としての徳望は高いものの、その軍事思想はすでに古びて実戦で使えず、軍政面でも能力があるわけではなかったので開戦当初は留守師団の師団長をしていた。が、新たに編成された第三軍の司令官に藩閥人事の必要性から推挽され、旅順攻略を任されることとなる。砲術に熟達した伊地知幸介少将を参謀長に付けられるが、この伊地知も輪をかけて無能な男で、この司令官と参謀長の組み合わせは第三軍に必要以上の大流血を強いることとなった。
後年「仁者」と呼ばれたように兵の命を何より慈しむ人格者であるが、己と己の部隊の運命の悲壮さに酔うようなところがあり、無謀な突撃を繰り返させて多くの死傷者を出した。旅順戦線のあまりの惨況を見かねて満州の司令部から駆けつけた児玉は、軍の統率を乱さぬよう細心の配慮した上で乃木から指揮権を取り上げ、自ら第三軍を指揮して瞬く間に旅順要塞を陥落させた。旅順戦終結後は司令部の求めに応じて第三軍と共に満州へ北上し、奉天会戦に参加した。
伊藤博文
初代内閣総理大臣も務めた元老の重鎮。旧長州藩の志士の出身で、幕末に下関戦争などで一時は潰れかけた長州藩を支えただけあって外交の恐ろしさを骨の髄まで知っており、外交の舵取りは常に慎重。日清戦争時には第二次伊藤内閣を率いて首相を務めたものの、開戦の寸前まで強く反対の立場をとっていた。
殊にロシアを恐れることは甚だしく、「恐露家」という仇名までつけられた。その政治判断はファナティックな愛国主義に流れることなく一貫して現実的で、日露戦争前夜には枢密院議長という立場から開戦に強硬に反対し続けた。
明治天皇
第122代天皇。宮廷に代々伝わる公家的な非軍事思想の持ち主で、政府が対露交渉に絶望し国交断絶を決意してもそのつど諌め続けた。しかしロシアの強圧的姿勢が頂点に達するに至ってついに断交を承認し、独立自衛のため開戦の大命を下す。
小村寿太郎
外相。米留学から帰国後翻訳官をしていたが、日清戦争前夜に当時の外相・陸奥宗光に見出され、朝鮮問題に足を取られていた北京公使・大鳥圭介の代理公使に抜擢される。日清戦争終結後、外務次官・アメリカ公使・ロシア公使などを経た後に外相に就任する。日露戦争に至るまでの日本外交の骨格を作り上げた人物。
ひどく小柄で貧相な外貌であることから、列強の外交官に「ねずみ公使」と揶揄された。しかし見た目とは裏腹に胆力があり、誰に対してもに傲然とした態度を崩さず歯に衣着せぬ物言いをする。生涯「攘夷主義者」を自認しただけあって日本人としての強烈な自負心を持ち、大柄な西洋人を相手にしても寸毫も物怖じせず、自身を嘲ける者は高らかな哄笑を上げて煙に巻き、舌鋒鋭く痛罵する。
山県有朋
伊藤と並ぶ元老の巨魁。長州藩の奇兵隊士の上がりで、維新後に陸軍の軍政を一手に握り、「陸軍の法王」として権勢を奮った。官僚の統御が巧みで人材を抜擢する人物眼もあるものの、権力の掌握に拘泥して陸軍の中枢を己の息のかかった長州出身者で固め、藩閥支配の悪弊を強化した。その軍政思想は根っからの保守主義であり、海軍の山本権兵衛のような時代の変革に積極的に対応しようとする革新思想はまるで持たない。
日露戦争時には大山巌が満州軍の司令官として現地に赴いた後にその後釜に座り、東京の大本営で陸軍参謀総長を務めた。
桂太郎
首相。旧長州藩士で維新後陸軍に入り、長老的存在の山県の寵愛によって栄達した。後に政界に転身して台湾総督など要職を歴任し、日露戦争開戦前夜に元老会議で押されて桂内閣を組閣し、戦争遂行内閣の首相となる。
国家を率先して引っ張るようなリーダーシップは無いものの調整能力に富み、誰にでもにこやかに愛嬌を振りまいて声をかけることから「ニコポン」（ニコっと笑ってポンと肩を叩く）などと仇名された。普仏戦争終結直後にドイツに留学した経験から、フランスを破ってにわかに欧州を軍事的に圧したドイツ軍制の優越性を山県に繰り返し説き、陸軍がドイツに傾倒するきっかけを作った。
寺内正毅
陸相。長州藩士の出身で戊辰戦争に参加し、維新後陸軍に入る。西南戦争で片腕を負傷して後は教育・軍政に携わるようになり、長州閥の恩恵に浴して栄達した。好古が陸軍士官学校の入学を希望した際に生徒司令副官として面接し、その手足の長さに着目して騎兵科を薦め、好古が騎兵の道に進むきっかけを作った。
桂内閣の成立で入閣し、日露戦争遂行内閣の陸相となる。しかし海相の山本と違ってその能力は凡庸で、山本の様に大胆な改革を行って軍を切り回すような才覚はない。しかし、その無能さを振り払おうとするかのように軍隊規律にやかましく、偏執的なまでに些事に拘泥して部下を叱責した。

### ロシア帝国関係
ニコライ二世
ロシア皇帝。政治的虚栄心が強く、「欧亜にまたがる大帝国の主となる」などという家臣の阿諛に乗せられ、日本との開戦に乗り出す。皇太子時代に来日した際に兇漢に斬りつけられた経験もあり、「猿」という蔑称を常に用いるなど日本人に対して生理的なまでの嫌悪感を持つ。
西欧貴族的な深い教養を持つものの、政治家としての器量は狭い庸帝。「際限もない権力とおそるべききまぐれな性格」と評される気分屋で、強烈な絶対君主制の下で朝令暮改さながらに勅命を乱発する。足手まといにしかならない老朽艦で新艦隊を編成してバルチック艦隊に押しつけるなど、度々無用の横槍を入れて現場を混乱させた。
セルゲイ・ウィッテ
ロシア政界の実力者。経綸な財政手腕を先帝アレクサンドル三世に高く買われ、蔵相として重用された。極東制覇を豪語しながら稚拙な知識しか持たぬロシアの大官の中において、例外的に極東の政情について該博な知識を持つ。ロシア伝来の極東進出政策を否定はしないものの、日本との衝突に対しては経済的観点から得策ではないと主張し、一貫して強く反対の立場を取っていた。しかし宮廷の大多数を占める強硬意見に抗しきれず、ニコライ二世の不興も買い、開戦直前に蔵相を罷免されて閑職へと追いやられた。
ステパン・マカロフ
旅順艦隊司令官。原則的に貴族しか士官になれないロシアにおいて珍しい平民出身者で、水夫からの叩き上げであるだけに下士官からの信望が篤く、極めて高い統率力で部隊をまとめる。加えて「ロシア海軍の至宝」といわれる戦術家でもあり、その名は海戦研究の権威として世界的に知られ、かつて真之もその著作を愛読した。
日露戦争では開戦直後に旅順艦隊司令官に任命され、赴任と同時に兵達に鬱積する懦気を吹き飛ばし、旅順艦隊の士気を一息に回復させた。ところがほどなくして日本の攻撃を受けて撃沈された僚艦を救うべく自ら出撃したところ、真之があらかじめ旅順艦隊の運動を分析して敷設しておいた機雷に接触し、爆沈する艦と運命を共にした。旅順艦隊は着任間もなく名将を失うこととなるが、しかしおよそ一月ほど後にマカロフの復仇を企図して旅順艦隊が沈置した機雷で日本側も触雷事故を起こし、連合艦隊は戦艦二隻という貴重な戦力を失うこととなる。
アレクセイ・クロパトキン
満州軍総司令官。陸軍屈指の秀才として名高く陸相を務めていたが、日露戦争開戦とともに陸軍主力を率いて満州に赴く。戦争中期にはアレクセーエフ極東総督の解任にともなって陸海両軍の総司令官に就任し、極東軍を一手に掌握する。
秀才として名高いだけに模範解答的な作戦展開を得意とするものの、突発的な変事に臨機応変に対応する能力に欠けたところがある。遼陽会戦においては黒木為楨率いる第一軍の予想もしなかった横撃に動揺したあまりに致命的な誤断をしてしまい、満州における重用拠点である遼陽を放棄した。黒溝台会戦においては朋輩のグリッペンベルグ大将との諍いから日本軍を殲滅する千載一遇の機会を逸し、最後の陸戦である奉天会戦でも眼前の戦況に眩惑されて大局を見誤り敗北した。頭の回転が速いだけに自軍の危機に過敏過ぎるところがあり、常に消極的な戦術行動を選択して日本側の陽動・偽装・陥穽にことごとくひっかかり、戦いの度に退却を繰り返して「退却将軍」などと揶揄された。
奉天会戦の大敗北によりついに総司令官の座を剥奪され、一軍の指揮官に降格される。
ジノヴィー・ロジェストウェンスキー
バルチック艦隊司令長官。宮廷の侍従武官として、長らくニコライ二世の寵を受けた。開戦当初は海軍の軍令部長を務めていたが、旅順艦隊の形勢が危うくなるや新たに編成されたバルチック艦隊の司令長官に皇帝の鶴の一声で任命され、空前の大艦隊を率いて懸軍万里極東へ向かうこととなる。
しかしそれまで実戦に参加した経験が一度もなく、海軍軍人でありながら艦隊勤務経験もほとんどないという経歴の持ち主で、その航海は困難を極めた。地球の裏側までの回航だけでも難事である上に、中途から海戦に無理解な皇帝に老朽艦からなる足手まといの艦隊を押しつけられ、挙句に日本の同盟国であるイギリスによる妨害で航海の足を引っ張られ、ようやく極東に到達した際には将兵共に憔悴しきっていた。統率力も乏しく、不安や焦燥を押し殺して兵達に動揺を起こさせまいと努める東郷と対蹠的に癇癪持ちで、感情的になって部下を殴りつけるなど艦隊司令官として甚だ不適格な性格。
日本海海戦では緒戦で負傷し、日本艦隊の猛撃によって旗艦の舵と通信機も破壊されたためにほとんど指揮らしい指揮を取ることもできなかった。駆逐艦に移乗して戦場からの逃亡を図るも日本側の捜索隊に発見され、幕僚達とともにそのまま捕虜となる。
アナートリィ・ステッセル
ロシア軍の旅順攻囲戦における最高責任者。要塞司令官として旅順に赴任し、後に関東州総督に任命される。しかし軍人というよりも官僚臭が強く、我が身を挺しても闘い抜くといった気概に欠け、軍才も乏しいために実質的な戦闘指揮は第一線の指揮者であるコンドラチェンコ少将が執った。部下からの信望も薄く、苦しい戦いで疲弊する兵達の心を掌握することができず、長きに渡る籠城戦の中で要塞内を上手く統御できなかった。
長期の籠城戦の末、日本側に降伏して捕虜となる。戦後は軍法会議にかけられ、バルチック艦隊の到着まで耐えることができなかったこと、ロシア軍における籠城戦の基準であるセヴァストーポリの戦いに比してその指揮が著しく劣ったことを激しく非難され、日露戦争を指揮した将官の中で唯一禁錮刑に処せられた。
エヴゲーニイ・アレクセーエフ
極東総督。極東における軍事・内政・外政の三権を握る皇帝の代理人ともいうべき存在で、強大な権力を持つ。日本に対する侮りが激しく、日露戦争勃発前に開戦の徴候を掴んでいながらこれといった対策を講ずることを怠り、緒戦の敗北を招いた。さらに満州軍司令官クロパトキンが極東に赴任して後は彼の行動にことごとく横槍を入れて命令権を争うようになり、クロパトキンとアレクセーエフという２つの命令系統が両立し、現場の士卒を大いに混乱させた。戦争中期には各地での敗戦が相次いだ事で、完全に軍の指揮権を剥奪されて総督の地位も解任となり、本国へ召喚された。

### その他の人物
ヤコブ・メッケル
プロシャ陸軍の参謀将校。陸軍省の要請で来日し、創設間もない陸軍大学に招聘されて教鞭を執り、好古ら日露戦争時の陸軍の高級参謀の多くを育成した。殊に当時大学の校長として授業を聴講することもあった児玉源太郎の作戦能力を高く評価し、欧米の専門家がおしなべて日本の敗北を疑わない中で「児玉がいる限り日本は敗けない」と豪語し、日本の勝利を予見した。
李鴻章
清の宰相。腐敗・内乱・列強の国土蚕食で死に体の老大国を高い政治力で支える老練政治家。列強に多くの利権を与えながらも相互に牽制し合わせて北京外交の勢力均衡を保たせる見事な外交手腕は、「東洋のビスマルク」と形容された。しかし政治家としては第一級の人物であるものの軍事に暗いところがあり、日清戦争では戦術上の判断を幾度となく誤り、清の敗北を招いた。
義和団事件の後に病没。
コンニー・シリヤクス
フィンランド独立を求める過激派の領袖。帝政ロシア打倒を目論む革命分子との知己を求めていた明石元二郎と接触し、およそ二ヶ年に及んだ明石の工作活動において最良の協力者となった。各国の不平党の要人に顔がきき、国境・民族を超えて彼らの強い信頼を得ており、主張や利害の異なる諸派を一堂に集め、反ロシアの合同会議を成功させた。
セオドア・ルーズヴェルト
アメリカ合衆国大統領。米政界屈指の知日家で、適切な時節に講和を結ぶことを企図する日本政府は開戦早々からハーヴァード大学の同窓だった元司法相・金子堅太郎を渡米させ、調停役を依頼した。中国市場の門戸開放を望む政治構想からロシアの極東での膨張を快く思っておらず、ロシアの牽制のために日本への支援を了承した。ホワイトハウスの情報収集能力を最大限に活用して日露両国の内情を的確に把握し、日本の実力を高く評価し、皇帝の専制体制と官僚主義の悪弊が頂点に達しているロシアの宮廷事情を鑑みて、日本の勝利を予測した。
「日本の弁護士」と揶揄されるほど日本に様々な厚情を見せて講和条約締結のために尽力し、ポーツマス条約を成立させた。しかし戦争終結後は日本の台頭を警戒するようになり、日本を仮想敵国と想定する海軍力の増強に着手し、それまでの親日的な姿勢を一転させて対日脅威論者となる。
フランスの老教官
フランス留学時代の秋山の恩師。騎兵は古来4人の天才（チンギス・ハーン、フレドリック大王、ナポレオン、モントケ）しか扱えなかったと指導した。秋山から日本人2名（織田信長、源義経）を教わり、以後6人と改めた。

## 評価
藤岡信勝はこの作品をきっかけとして自由主義史観を標榜するようになったと語り、歴史書・伝記の「読書アンケート」でも一貫してトップクラスの人気を獲得している。
戦争賛美の作品と誤解される危惧から、司馬本人は生前、本作の映像化・ドラマ化等の二次使用には一切許諾しないという立場を取っていた。
司馬は本作を執筆するにあたり「フィクションを禁じて書くことにした」とし、書いたことはすべて事実であり事実であると確認できないことは書かなかったと主張している。
乃木を「愚将」と断じた評価については、参照した史料が偏っているなどとの批判も多く、論争されている（詳細は乃木希典#評価を参照）。

## 書誌情報
単行本
- 文藝春秋新装版

1. 2004年4月10日刊行　ISBN 4-16-322810-1
2. 2004年4月10日刊行　ISBN 4-16-322820-9
3. 2004年5月15日刊行　ISBN 4-16-322900-0
4. 2004年5月15日刊行　ISBN 4-16-322910-8
5. 2004年6月15日刊行　ISBN 4-16-323010-6
6. 2004年6月15日刊行　ISBN 4-16-323020-3

文庫本
- 文春文庫 新装改版（電子書籍も刊、2016年）

1. 1999年1月10日刊行　ISBN 4-16-710576-4
2. 1999年1月10日刊行　ISBN 4-16-710577-2
3. 1999年1月10日刊行　ISBN 4-16-710578-0
4. 1999年1月10日刊行　ISBN 4-16-710579-9
5. 1999年2月10日刊行　ISBN 4-16-710580-2
6. 1999年2月10日刊行　ISBN 4-16-710581-0
7. 1999年2月10日刊行　ISBN 4-16-710582-9
8. 1999年2月10日刊行　ISBN 4-16-710583-7。解説島田謹二

司馬遼太郎全集
（文藝春秋、初版1973年）では、第24・25・26巻に収録。解説尾崎秀樹

## 関連作品
乃木希典・第三軍司令官と伊地知幸介・第三軍参謀長を無能者として描写した『殉死』が、1967年（昭和42年）10月に文藝春秋で出版した。
単行本（全8巻）刊行後の1972年（昭和47年）11月に『「坂の上の雲」と日露戦争　文藝春秋臨時増刊』（編集担当は半藤一利）が発行された。
司馬の『ひとびとの跫音』（中公文庫）は、子規没後の正岡家が描かれ、本作の後日談的位置づけとなっている。
司馬のエッセイ『ロシアについて 北方の原形』（文春文庫）で、ロシアの歴史と日露交渉史などに触れつつ「『坂の上の雲』の余談のつもりで書いている」と述べている。他にも明治時代にまつわる複数のエッセイで、本作に関する解説がある。
1989年秋に放映された『NHKスペシャル 太郎の国の物語 「明治」という国家』（全6回、吉田直哉演出）で、司馬自身は総括的な感慨を述べている（日本放送出版協会、のちNHKブックスで再刊）。朝日新聞出版でも多く関連出版がある。
2024年（令和6年）10月に『司馬遼太郎『坂の上の雲』のすべて　文春ムック愛蔵版』が刊行された。

## 主な関連出版
※2000年代以降の刊行書のみ
- 『文藝春秋にみる「坂の上の雲」とその時代』（文藝春秋、2009年11月）、伊藤正徳、吉村昭、児島襄ほか多数
- 『「坂の上の雲」 人物読本』（文藝春秋編、文春文庫、2010年11月）
- 週刊朝日編集部編 『司馬遼太郎と「坂の上の雲」』（朝日文庫（上・下）、2015年1月）
- 『別冊歴史読本 秋山好古・真之兄弟と正岡子規らが生きた時代 「坂の上の雲」への招待』（新人物往来社、2009年11月）
- 『21世紀「坂の上の雲」読本』（洋泉社MOOK、2009年12月）
- 『「坂の上の雲」大事典』（洋泉社MOOK、2011年10月） - 以上の3冊はムック
- 池田清『「坂の上の雲」の秋山好古・真之とその時代』（ごま書房新社[注 3]、新版2008年）
- 福井雄三『「坂の上の雲」に隠された歴史の真実 明治と昭和の虚像と実像』（主婦の友社、2004年／同社・文庫判 2007年）
- 菊田慎典『「坂の上の雲」の真実』（光人社、2004年）
- 別宮暖朗・兵頭二十八対談『「坂の上の雲」では分からない旅順攻防戦』（並木書房、2004年）
- 青山淳平『「坂の上の雲」と潮風の系譜』（光人社、2005年）
- 関川夏央『「坂の上の雲」と日本人』（文藝春秋、2006年、文春文庫、2009年）
- 谷沢永一『司馬遼太郎「坂の上の雲」を読む』（幻冬舎、2009年4月）
- 中村政則 『「坂の上の雲」と司馬史観』（岩波書店、2009年11月）
- 塩澤實信 『「坂の上の雲」 もうひとつの読み方』（北辰堂出版、2009年11月／電子書籍版：Discover21、2022年）
- 東谷暁『「坂の上の雲」 100人の名言』（文春新書、2011年）
- 原田敬一『「坂の上の雲」と日本近現代史』（新日本出版社、2011年10月）
- 辻井喬『司馬遼太郎覚書　「坂の上の雲」のことなど』（かもがわ出版、2011年12月）
- 高橋誠一郎『新聞への思い　正岡子規と「坂の上の雲」』（人文書館、2015年）
- 佐藤優・片山杜秀 『完全読解 司馬遼󠄁太郎『坂の上の雲』』（文藝春秋、2022年）、電子書籍も刊